# Paul Barth (szermierz)
Paul Barth (ur. 9 maja 1921, zm. w lutym 1974 w Bazylei) – szwajcarski szpadzista, brązowy medalista igrzysk olimpijskich.
Na igrzyskach olimpijskich w Helsinkach w 1952 roku Szwajcarzy w składzie: Otto Rüfenacht, Paul Meister, Oswald Zappelli, Mario Valota, Willy Fitting i Paul Barth zajęli trzecie miejsce w szpadzie drużynowej, po porażce w rundzie finałowej z reprezentacjami Włoch i Szwecji oraz zwycięstwie nad zespołem z Luksemburga. W zawodach indywidualnych odpadł w ćwierćfinałach.
Nie zdobył medalu mistrzostw świata.